# 近藤大輔
近藤 大輔（こんどう だいすけ、1980年8月19日 - ）は、神奈川県出身のサッカー指導者。

## 来歴
国士舘大学、筑波大学大学院を経て、2006年よりFC東京普及部のコーチを務め、スクール生を指導する。この間、JFA公認B級コーチライセンス、JFA公認キッズリーダーインストラクターライセンスを取得。2012年より、トップチームの分析担当に就任した。

## 所属クラブ・学歴
- 相模FC
- FC翼
- 神奈川県立相模原高等学校
- 国士舘大学
- 筑波大学大学院

## 指導歴
- 2006年 -  FC東京
  - 2006年 - 2011年 普及部 コーチ
    - 2008年 キャラバンチーフ[5]

  - 2012年 - トップチーム 分析担当